# Calamoncosis glyceriae
Calamoncosis glyceriae är en tvåvingeart som beskrevs av Nartshuk 1958. Calamoncosis glyceriae ingår i släktet Calamoncosis och familjen fritflugor. Arten är reproducerande i Sverige. Inga underarter finns listade i Catalogue of Life.